# Mary Anne Holmes

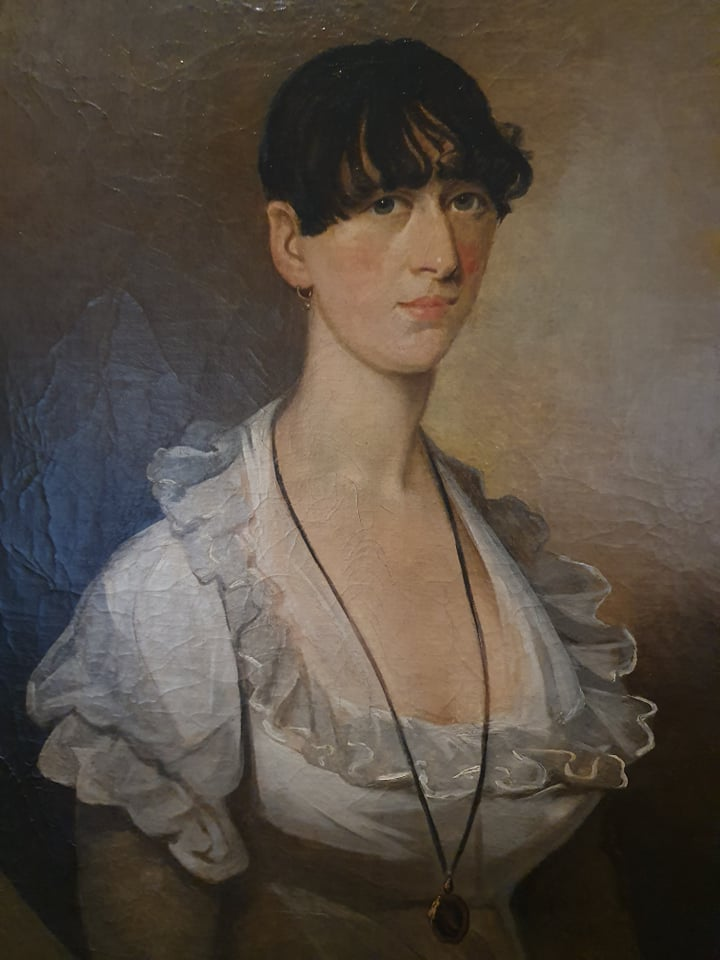
Mary Anne Holmes, Porträt von Thomas Hickey, Sammlung des Kilmainham Gaol, 1799

Mary Anne (Maryanne) Holmes, geborene Emmet (* 10. Oktober 1773 in Dublin; † 10. März 1805 ebenda) war eine irische Autorin und Dichterin, die durch ihre Brüder Thomas Addis und Robert Emmet mit der republikanischen Politik der United Irishmen verbunden war.

## Leben
Holmes wurde als eines der vier überlebenden Kinder von Robert Emmet, Arzt im Staatsdienst, und Elizabeth Emmet (geborene Mason) geboren. Als junge Frau war sie für ihre Intelligenz bekannt und war eine klassische Gelehrte. Ähnlich wie ihre Brüder Robert und Thomas Addis, die beide der Society of United Irishmen beitraten, interessierte sie sich für Politik und war Mitglied liberaler intellektueller Kreise. Sie war eine Brieffreundin von Margaret King, mit der sie über ihre gemeinsame Leidenschaft für die Schriften von Mary Wollstonecraft korrespondierte.
Im Jahr 1793 beschrieb ein Freund der Familie, William Drennan, sie als vornehm, aber distanziert. Er sagte ihre Verbindung mit dem Anwalt Robert Holmes voraus, den sie am 21. September 1799 heimlich in der Dubliner Unitarian Church heiratete. Das Paar hatte mindestens vier Kinder, wobei Drennan bei allen Geburten als Arzt anwesend war. Eines ihrer Kinder war Elizabeth Emmet Lenox-Conyngham, selbst später eine Dichterin. Robert Holmes kümmerte sich eine Zeit lang um die rechtlichen Angelegenheiten der Familie Emmet. Das Paar lebte bei ihren Eltern in der Nähe von Milltown, Dublin. Holmes half bei der Erziehung der Kinder ihres Bruders Thomas Addis, nachdem dieser wegen seiner Beteiligung an den United Irishmen nach Fort George, Highland, Schottland, geschickt worden war. In den Briefen ihrer Mutter an Thomas Addis ist zu lesen, dass Holmes ihrem Mann treu ergeben war, aber auch, dass sie gesundheitlich angeschlagen war und zu Niedergeschlagenheit neigte. Holmes war ein Trost für ihre Eltern in ihrem hohen Alter und das einzige überlebende Kind ihrer 17 Kinder, das noch in Irland lebte. Ihr Vater starb 1802, und ihre Mutter wäre 1803 fast zur gleichen Zeit gestorben, als ihr Bruder Robert verhaftet und hingerichtet wurde. Es wird behauptet, Holmes habe versucht, die Leiche ihres Bruders zu bergen, sei aber gescheitert.
Nach dem von Robert Emmet angeführten, gescheiterten Aufstand von 1803 wurde ihr Mann verhaftet, aber sie durfte etwa eine Woche bei ihm verbringen. Lange Zeit wurde behauptet, sie sei nach seiner Entlassung im Februar 1804 vor ihrer Haustür zusammengebrochen und gestorben. In Wahrheit hatte sie zu Hause einen Sohn zur Welt gebracht, woraufhin sich ihr Gesundheitszustand verschlechterte und auch ihr Gehör nachließ. Auch ihr Sohn Hugh starb später. Sie wurde von Drennan betreut, der befürchtete, dass sie im Dezember einer Tuberkulose erlag. Holmes starb am 10. März 1805 und wurde zusammen mit ihren Eltern auf dem Friedhof der St. Peter’s Church in der Aungier Street in Dublin beigesetzt.
Holmes schrieb Prosa und Verse für die Press, eine mit der Society of United Irishmen verbundene Publikation. 1799 engagierte sie sich zusammen mit Mitgliedern ihrer Großfamilie in der Bewegung, die sich gegen die gesetzliche Vereinigung Irlands mit dem Vereinigten Königreich aussprach. Das Pamphlet An address to the people of Ireland wurde ihr zugeschrieben, doch wird heute angenommen, dass es von Roger O’Connor verfasst wurde.
Ihre Tochter fand in ihren Papieren eine Reihe von Gedichten, die sie 1833 in ihre Sammlung von Gedichten The dream and other poems aufnahm.
Ein Porträt von Holmes von Thomas Hickey befindet sich im Kilmainham Gaol.